# Josef Weisz
Josef Weisz (* 27. August 1894 in München; † 1969 in Planegg) war Holzschneider und Buchillustrator.

## Leben
Josef Weisz wurde 1894 als Sohn des Schneidermeisters Josef Weiss in München geboren. 1909 beginnt er eine Goldschmiedelehre. Auf Druck des Vaters wird er Schneiderlehrling. Von 1913 bis 1916 war Weisz Schüler von Fritz Helmuth Ehmcke an der Münchner Kunstgewerbeschule in Schrift und Buchgewerbe.
Von 1916 bis 1918 leistete Weisz Frontdienst im Ersten Weltkrieg. Hier entstand auch das Kriegsskizzenbuch, eine Kunstmappe mit 195 Zeichnungen von Landschaften und Menschen in Russland, Frankreich und Belgien. Schon in den 1920er Jahren stellten das Kunstgewerbemuseum Berlin und die Deutsche Bücherei in Leipzig seine expressionistischen Werke aus. Weisz Arbeit wurde zunehmend für Illustrationen von Büchern gefragt. So schuf er 35 Lithographien zu Goethes Faust. 1932 druckten die Gebrüder Klingspor in Offenbach Goethes „Metamorphose der Pflanzen“ nach und Josef Weisz schuf dazu zwölf Holzschnitte als Anhang.
Seine expressionistischen  Werke widersprachen dem Nazi-Kunstkanon, und 1937 wurden in der Aktion „Entartete Kunst“ nachweislich aus dem Städelschen Kunstinstitut Frankfurt/Main seine Lithografien Aus der Apokalypse und Neue Predigt beschlagnahmt und zerstört.
Zeit seines Lebens beschäftigte sich Weisz vor allem mit der Darstellung von Pflanzen. In den 1950er Jahren In seinem widmete er sich auch der Tierwelt. Es entstanden Illustrationen zu den Büchern „Kleines Aquarium“ (1950), „Blumen und Tiere“ (1951) und „Heiteres Tierbuch“ (1952), das als eines der schönsten Bücher des Jahres 1952 prämiert wurde.

## Ausstellungen
- 1943: Ausstellung Junge Kunst im Deutschen Reich im Wiener Künstlerhaus
- 1956: Städtische Galerie München: Sonderausstellung
- 1957: Deutsche Bücherei Leipzig
- 1956: „Der graphische Zyklus. Von Max Klinger bis zur Gegenwart. Ein Beitrag zur Entwicklung der deutschen Graphik von 1880 bis 1955.“, Deutsche Akademie der Künste Berlin
- 1995: Zeughaus der Herzog August Bibliothek Wolfenbüttel: Weltanschauung im Holzschnitt
- 1996: Staatsbibliothek zu Berlin: Weltanschauung im Holzschnitt
- 2002: Gutenberg-Museum Mainz: Der Holzschneider Josef Weisz

## Auszeichnungen
- Grand Prix und Goldene Medaille der Pariser Weltausstellung (1937)

## Nachlass
Der schriftliche Nachlass liegt im Deutschen Kunstarchiv im Germanischen Nationalmuseum.
Der größte Teil des grafischen Nachlasses liegt im Gutenberg-Museum, Mainz.